# PLZ-05
PLZ-05  — китайська самохідна артилерійська установка калібру 155 мм, створена компанією Norinco для заміни Тип 83. Прийнята на озброєння НВАК у 2008 році і на сьогодні є найкращою китайською САУ.

## Опис
PLZ-05 має шасі власної розробки. Башта САУ зварена з катаних броньових листів. На лобовій частині ,башти встановлені два чотириствольні блоки димових гранатометів для створення димових завіс. У кормовій частині корпусу передбачений люк для екіпажу, який може бути використаний для поповнення боєзапасу під час подачі боєприпасів із ґрунту в систему заряджання.
PLZ-05, оснащений повністю автоматичною системою заряджання, подібною до 2С19 «Мста-С» , що забезпечує скорострільність 8 постр./хв. Автомат заряджання може підтримувати і скорострільність чергами 4 постріли за 15 секунд. Основне озброєння PLZ-05 — 155 мм гармата з довжиною ствола 52 калібри. Максимальна дальність стрільби становить 20 км снарядом з лазерним наведенням, до 39 км снарядом ERFB-BB, 53 км 
снарядом ERFB-BB-RA і 100 км снарядом WS-35.  Додатково на башті встановлений 12,7-мм кулемет QJC-88 (китайська копія ДШК).
Броня PLZ-05 може захистити екіпаж від вогню стрілецької зброї та осколків артилерійських снарядів. Лобові плити здатні захистити від снарядів 14,5 мм кулеметів. Шасі оснащено захистом від РХБ та автоматичними системами пожежогасіння.
PLZ-05 оснащена дизельним двигуном 8В150 потужністю 800 к.с. Максимальна швидкість — до 55 км/год.

## Оператори
- КНР: 320 PLZ-05, станом на 2024 рік[6].